# Królewskie Duńskie Konserwatorium Muzyczne
Królewskie Duńskie Konserwatorium Muzyczne, Królewska Duńska Akademia Muzyczna (duń. Det Kongelige Danske Musikkonservatorium) – akademia muzyczna założona w 1825 roku w Kopenhadze przez Giuseppe Siboniego.

## Rektorzy
- 1867–1890 Niels Wilhelm Gade
- 1890–1899 Johann Peter Emilius Hartmann
- 1899–1915 Otto Malling
- 1915–1930 Anton Svendsen
- 1930–1931 Carl Nielsen
- 1931–1947 Rudolph Simonsen
- 1947–1954 Christian Christiansen
- 1954–1955 Finn Høffding
- 1956–1967 Knudåge Riisager
- 1967–1971 Svend Westergaard
- 1971–1975 Poul Birkelund
- 1976–1979 Friedrich Gürtler
- 1979–1986 Anne-Karin Høgenhaven
- 1992–2007 Steen Pade
- 2007–2019 Bertel Krarup
- od 2019 Uffe Savery